# Caristia
De Caristia was een van de feesten van de Romeinse oudheid in de maand februari. De Caristia was het familiefestival dat volgde op de Parentalia en Feralia en voorafging aan de Terminalia.
De Caristia, ook wel Cara cognatio genoemd, werd gevierd op 22 februari. Volgens Ovidius was het een reünie van de nog levende familieleden na de riten voor de overleden familieleden tijdens de Parentalia en Feralia. Valerius Maximus schreef over de Caristia dat het een dag was waarop buitenstaanders werden toegelaten en familieruzies werden opgelost. Verwanten en hechte vrienden trakteerden elkaar die dag op een feestmaal, waarbij ieder iets van eten of drinken meebracht. Het feestmaal duurde tot laat in de avond en men vertrok niet voordat men gedronken had op de voorspoed van de familie en het vaderland. Verder stuurde men elkaar ook eetwaren als geschenk en bracht men offers aan de laren (de Romeinse huisgoden). De Caristia had geen religieuze betekenis en vormde als het ware een adempauze tussen de religieuze vieringen van de maand (de Parentalia/Feralia en de Terminalia). 
| Bronnen: |
| - Ovidius, Fasti. II, 617-638, in: The Latin Library, in: <http://www.thelatinlibrary.com/ovid/ovid.fasti2.shtml>. - Valerius Maximus, Factorum et dictorum memorabilium liber II. 1.8, In: The Latin Library, in:<http://www.thelatinlibrary.com/valmax2.html>. - SMITH (W.) (ed)., A Dictionary of Greek and Roman Antiquities. Londen, 1875, p. 921. - WISSOWA (G.) e.a., Paulys Realencyclopädie der classischen Altertumwissenschaft. Stuttgart & München, 1893-1978, kol. 1592-1593. - Roman Civilisation, Parentalia in: <https://web.archive.org/web/20061206103755/http://abacus.bates.edu/~mimber/Rciv/parentalia.htm>. |